# Prague Black Panthers 2023
Questa voce raccoglie le informazioni riguardanti i Prague Black Panthers nelle competizioni ufficiali della stagione 2023.

## Austrian Football League 2023

### Stagione regolare
| Praga 2 aprile 2023, ore 15:00 1ª giornata | Prague Black Panthers | 40 – 13 (14-7 13-0 13-0 0-6) referto | Traun Steelsharks | Stadion SK Prosek |

| Innsbruck 16 aprile 2023, ore 15:00 2ª giornata | Tirol Raiders | 7 – 35 (0-7 7-14 0-14 0-0) referto | Prague Black Panthers | Football Bundes Leistungs Zentrum |

| Salisburgo 23 aprile 2023, ore 14:00 3ª giornata | Salzburg Ducks | 34 – 41 (0-7 13-14 0-6 21-14) referto | Prague Black Panthers | Max Aicher Stadion |

| Praga 30 aprile 2023, ore 15:00 4ª giornata | Prague Black Panthers | 23 – 19 (3-7 7-6 7-0 6-6) referto | Vienna Dragons | Stadion SK Prosek (400 spett.) |

| Praga 21 maggio 2023, ore 15:00 6ª giornata | Prague Black Panthers | 59 – 13 (14-7 28-0 14-0 3-6) referto | Styrian Bears | Stadion SK Prosek |

| Telfs 27 maggio 2023, ore 18:30 Recupero 5ª giornata | Telfs Patriots | 7 – 43 (0-26 7-7 0-10 0-0) referto | Prague Black Panthers | Sportzentrum Telfs |

| Praga 4 giugno 2023, ore 15:00 7ª giornata | Prague Black Panthers | 41 – 12 (10-0 14-0 7-12 7-0) referto | AFC Rangers Mödling | Stadion SK Prosek |

| Vienna 18 giugno 2023, ore 15:00 9ª giornata | Vienna Vikings | 22 – 23 (d.t.s.) (2-6 7-0 7-7 0-3 6-7) referto | Prague Black Panthers | Footballzentrum Ravelin (1050 spett.) |

| Graz 25 giugno 2023, ore 15:00 Recupero 8ª giornata | Graz Giants | 42 – 43 (14-14 7-7 7-14 14-8) referto | Prague Black Panthers | Stadion Eggenberg (1104 spett.) |

| Praga 1º luglio 2023, ore 15:00 10ª giornata | Prague Black Panthers | 35 – 0 (a tavolino) referto | Telfs Patriots | Stadion SK Prosek |

### Playoff
| Praga 15 luglio 2023, ore 16:00 Semifinale | Prague Black Panthers | 17 – 27 (0-10 14-0 3-0 0-17) referto | Vienna Vikings | Stadion SK Prosek |

## Statistiche di squadra
| Competizione      | %Vittorie | In casa | In casa | In casa | In casa | In casa | In casa | In trasferta | In trasferta | In trasferta | In trasferta | In trasferta | In trasferta | Totale | Totale | Totale | Totale | Totale | Totale |
| Competizione      | %Vittorie | G       | V       | N       | P       | Pf      | Ps      | G            | V            | N            | P            | Pf           | Ps           | G      | V      | N      | P      | Pf     | Ps     |
| ----------------- | --------- | ------- | ------- | ------- | ------- | ------- | ------- | ------------ | ------------ | ------------ | ------------ | ------------ | ------------ | ------ | ------ | ------ | ------ | ------ | ------ |
| Stagione regolare | 1.000     | 5       | 5       | 0       | 0       | 198     | 57      | 5            | 5            | 0            | 0            | 185          | 112          | 10     | 10     | 0      | 0      | 383    | 169    |
| Playoff           | .000      | 1       | 0       | 0       | 1       | 17      | 27      | 0            | 0            | 0            | 0            | 0            | 0            | 1      | 0      | 0      | 1      | 17     | 27     |
| Totale            | .909      | 6       | 5       | 0       | 1       | 215     | 84      | 5            | 5            | 0            | 0            | 185          | 112          | 11     | 10     | 0      | 1      | 400    | 196    |

## Statistiche personali

### Marcatori
| Giocatore  | Ruolo | TD rush | TD recv | TD int | TD p.ret | TD k.ret | TD oth | Xp1  | Xp2 | FG  | Saf | Totale |
| ---------- | ----- | ------- | ------- | ------ | -------- | -------- | ------ | ---- | --- | --- | --- | ------ |
| Anderson   |       | 0       | 11+1    | 0      | 0        | 0        | 0      | 0    | 1   | 0   | 0   | 76     |
| Mandík     |       | 0       | 0       | 0      | 0        | 0        | 0      | 36+2 | 0   | 6+1 | 0   | 59     |
| Woleský    |       | 0       | 8       | 0      | 0        | 0        | 0      | 0    | 1   | 0   | 0   | 50     |
| Jarnagin   |       | 7       | 0       | 0      | 0        | 0        | 0      | 0    | 0   | 0   | 0   | 42     |
| Roba       |       | 0       | 6+1     | 0      | 0        | 0        | 0      | 0    | 0   | 0   | 0   | 42     |
| Maličovský |       | 0       | 4       | 0      | 0        | 0        | 0      | 0    | 0   | 0   | 0   | 24     |
| Malucha    |       | 3       | 0       | 0      | 0        | 0        | 0      | 0    | 0   | 0   | 0   | 18     |
| Prokop     |       | 3       | 0       | 0      | 0        | 0        | 0      | 0    | 0   | 0   | 0   | 18     |
| Reinvart   |       | 3       | 0       | 0      | 0        | 0        | 0      | 0    | 0   | 0   | 0   | 18     |
| Štiegler   |       | 0       | 2       | 0      | 0        | 0        | 0      | 0    | 0   | 0   | 0   | 12     |
| Banks Ko   |       | 0       | 0       | 0      | 1        | 0        | 0      | 0    | 0   | 0   | 0   | 6      |
| Kylousek   |       | 0       | 0       | 0      | 0        | 0        | 0      | 0    | 0   | 0   | 1   | 2      |

### Passer rating
| Giocatore | G   | Att    | Comp   | Int | Yds     | TD   | NFL    | NCAA   |
| --------- | --- | ------ | ------ | --- | ------- | ---- | ------ | ------ |
| Jarnagin  | 8+1 | 240+22 | 148+11 | 3+1 | 2018+86 | 30+2 | 119,34 | 165,40 |
| Mandík    | 0+1 | 0+2    | 0+1    | 0+0 | 0-9     | 0+0  |        |        |
| Mikulka   | 1   | 2      | 2      | 0   | 5       | 0    |        |        |
| Beneš     | 1   | 1      | 1      | 0   | 2       | 0    |        |        |